# Драфт НБА 2018 года
Драфт НБА 2018 года прошёл 21 июня 2018 года, в спортивном комплексе «Барклайс-центр» в Бруклинe. Трансляцию осуществляли ESPN и «The Vertical». Команды НБА выбирали баскетболистов-любителей из университетов США, а также других кандидатов, официально зарегистрированных для участия в драфте, в том числе иностранцев. Этот драфт стал последним, в котором использовалась оригинальная взвешенная система лотереи, которая давала командам со дна турнирной таблицы лучшие шансы в тройке выбора драфта, в то время как команды выше имели худшие шансы. Новое правило было согласовано НБА 28 сентября 2017 года, но не будет реализовано до драфта 2019 года. «Финикс Санз» выиграл первый выбор 15 мая 2018 года, для них это первый пик драфта за всю историю клуба.
Под первым номером драфта «Финиксом» был выбран Деандре Эйтон.

## Драфт лотерея
НБА ежегодно проводит лотерею перед драфтом, чтобы определить порядок выбора на драфте командами, которые не попали в плей-офф в предыдущем сезоне. Каждая команда, которая не попала в плей-офф, имеет шанс выиграть один из трёх первых выборов, однако клубы, показавшие наихудшее соотношение побед к поражениям в прошлом сезоне имеют большие шансы на это. После того, как будут определены первые три выбора, остальные команды будут отсортированы согласно их результатам в предыдущем сезоне. В таблице представлены шансы команд, не попавших в плей-офф, получить номера посева от 1 до 14.
Лотерея драфта была проведена 16 мая 2018 года. «Финикс Санз» получил право выбирать на драфте первым. Второй пик достался «Сакраменто Кингз». Третий пик драфта оказался у «Атланта Хоукс».
| Команда               | Результат в сезоне | Шанс лотереи | Выбор | Выбор | Выбор | Выбор | Выбор | Выбор | Выбор | Выбор | Выбор | Выбор | Выбор | Выбор | Выбор | Выбор |
| Команда               | Результат в сезоне | Шанс лотереи | 1     | 2     | 3     | 4     | 5     | 6     | 7     | 8     | 9     | 10    | 11    | 12    | 13    | 14    |
| --------------------- | ------------------ | ------------ | ----- | ----- | ----- | ----- | ----- | ----- | ----- | ----- | ----- | ----- | ----- | ----- | ----- | ----- |
| Финикс Санз           | 21-61              | 250          | .250  | .215  | .178  | .358  | —     | —     | —     | —     | —     | —     | —     | —     | —     | —     |
| Мемфис Гриззлис       | 22-60              | 199          | .199  | .188  | .171  | .319  | .124  | —     | —     | —     | —     | —     | —     | —     | —     | —     |
| Даллас Маверикс       | 24-58              | 138          | .138  | .142  | .145  | .238  | .290  | .045  | —     | —     | —     | —     | —     | —     | —     | —     |
| Атланта Хокс          | 24-58              | 137          | .137  | .142  | .145  | .085  | .323  | .155  | .013  | —     | —     | —     | —     | —     | —     | —     |
| Орландо Мэджик        | 25-57              | 88           | .088  | .096  | .106  | —     | .262  | .359  | .084  | .004  | —     | —     | —     | —     | —     | —     |
| Чикаго Буллз          | 27-55              | 53           | .053  | .060  | .070  | —     | —     | .440  | .331  | .045  | .001  | —     | —     | —     | —     | —     |
| Сакраменто Кингз      | 27-55              | 53           | .053  | .060  | .070  | —     | —     | —     | .573  | .226  | .018  | .000  | —     | —     | —     | —     |
| Бруклин Нетс1         | 28-54              | 28           | .028  | .033  | .039  | —     | —     | —     | —     | .725  | .168  | .008  | .000  | —     | —     | —     |
| Нью-Йорк Никс         | 29-53              | 17           | .017  | .020  | .024  | —     | —     | —     | —     | —     | .813  | .122  | .004  | .000  | —     | —     |
| Лос-Анджелес Лейкерс2 | 35-47              | 11           | .011  | .013  | .016  | —     | —     | —     | —     | —     | —     | .870  | .089  | .002  | .000  | —     |
| Шарлотт Хорнетс       | 36-46              | 8            | .008  | .009  | .012  | —     | —     | —     | —     | —     | —     | —     | .908  | .063  | .001  | .000  |
| Детройт Пистонс3      | 39-43              | 7            | .007  | .008  | .010  | —     | —     | —     | —     | —     | —     | —     | —     | .935  | .039  | .000  |
| Лос-Анджелес Клипперс | 42-40              | 6            | .006  | .007  | .009  | —     | —     | —     | —     | —     | —     | —     | —     | —     | .960  | .018  |
| Денвер Наггетс        | 46-36              | 5            | .005  | .006  | .007  | —     | —     | —     | —     | —     | —     | —     | —     | —     | —     | .982  |

1 Незащищенный драфт-пик первого раунда «Бруклин Нетс» в результате обменов стал драфт-пиком «Кливленд Кавальерс».

2 «Филадельфия 76ерс» перешёл драфт-пик Лос-Анджелес Лейкерс, так он был защищен в диапазоне от 2 до 5 включительно.

3«Лос-Анджелес Клипперс» получил драфт-пик первого раунда «Детройт Пистонс» потому, что тот был защищен Топ-4.

## Драфт
| РЗ | Разыгрывающий защитник | АЗ | Атакующий защитник | ЛФ | Лёгкий форвард | ТФ | Тяжёлый форвард | Ц | Центровой |

|  | Игроки, выбранные в Зал славы баскетбола                   |
|  | Участники Матча всех звёзд и игроки сборной всех звёзд НБА |
|  | Участники Матча всех звёзд                                 |
|  | Игроки сборной всех звёзд                                  |
|  | Баскетболисты, не игравшие в НБА                           |

| Раунд | Пик | Игрок                  | Позиция | Страна               | Клуб                                                                         | Колледж/команда                         |
| ----- | --- | ---------------------- | ------- | -------------------- | ---------------------------------------------------------------------------- | --------------------------------------- |
| 1     | 1   | Деандре Эйтон          | Ц       | Багамские Острова    | Финикс Санз                                                                  | Аризона (1-й курс)                      |
| 1     | 2   | Марвин Багли III       | ТФ      | США                  | Сакраменто Кингз                                                             | Дьюк (1-й курс)                         |
| 1     | 3   | Лука Дончич            | АЗ      | Словения             | Даллас Маверикс (из Атланты)                                                 | Реал (Испания)                          |
| 1     | 4   | Джарен Джексон, мл.    | ТФ      | США                  | Мемфис Гриззлис                                                              | Мичиган Стэйт (1-й курс)                |
| 1     | 5   | Трей Янг               | РЗ      | США                  | Атланта Хокс (из Далласа)                                                    | Оклахома (1-й курс)                     |
| 1     | 6   | Мохамед Бамба          | Ц       | США                  | Орландо Мэджик                                                               | Техас (1-й курс)                        |
| 1     | 7   | Уэнделл Картер         | Ц       | США                  | Чикаго Буллз                                                                 | Дьюк (1-й курс)                         |
| 1     | 8   | Коллин Секстон         | РЗ      | США                  | Кливленд Кавальерс (из Бруклина через Бостон)                                | Алабама (1-й курс)                      |
| 1     | 9   | Кевин Нокс             | ЛФ      | США                  | Нью-Йорк Никс                                                                | Кентукки (1-й курс)                     |
| 1     | 10  | Микал Бриджес          | ЛФ      | США                  | Филадельфия 76 (из Лейкерс через Финикс;обменян в Финикс)                    | Вилланова (3-й курс)                    |
| 1     | 11  | Шей Гилджес-Александер | РЗ      | Канада               | Шарлотт Хорнетс (обменян в Клипперс)                                         | Кентукки (1-й курс)                     |
| 1     | 12  | Майлз Бриджес          | ЛФ      | США                  | Лос-Анджелес Клипперс (из Детройта, обменян в Шарлотт)                       | Мичиган Стэйт (2-й курс)                |
| 1     | 13  | Джером Робинсон        | АЗ      | США                  | Лос-Анджелес Клипперс                                                        | Бостонский колледж (3-й курс)           |
| 1     | 14  | Майкл Портер, мл.      | ЛФ      | США                  | Денвер Наггетс                                                               | Миссури (1-й курс)                      |
| 1     | 15  | Трой Браун, мл.        | ЛФ      | США                  | Вашингтон Уизардс                                                            | Орегон (1-й курс)                       |
| 1     | 16  | Заир Смит              | ЛФ      | США                  | Финикс Санз (из Майами, обменян в Филадельфию)                               | Техас Тек (1-й курс)                    |
| 1     | 17  | Донте Дивинченцо       | АЗ      | США                  | Милуоки Бакс                                                                 | Вилланова (2-й курс)                    |
| 1     | 18  | Лонни Уокер IV         | АЗ      | США                  | Сан-Антонио Спёрс                                                            | Майами (1-й курс)                       |
| 1     | 19  | Кевин Хьюртер          | АЗ      | США                  | Атланта Хокс (из Миннесоты)                                                  | Мэриленд (2-й курс)                     |
| 1     | 20  | Джош Окоги             | АЗ      | США · Нигерия        | Миннесота Тимбервулвз (из Оклахома-Сити через Юту)                           | Джорджия Тек (2-й курс)                 |
| 1     | 21  | Грейсон Аллен          | АЗ      | США                  | Юта Джаз                                                                     | Дьюк (4-й курс)                         |
| 1     | 22  | Чендлер Хатчисон       | ЛФ/АЗ   | США                  | Чикаго Буллз (из Нью-Орлеана)                                                | Бойсе Стэйт (4-й курс)                  |
| 1     | 23  | Аарон Холидей          | РЗ      | США                  | Индиана Пэйсерс                                                              | УКЛА (3-й курс)                         |
| 1     | 24  | Анферни Саймонс        | АЗ      | США                  | Портленд Трэйл Блэйзерс                                                      | Академия IMG (Брейдентон, Флорида; ППО) |
| 1     | 25  | Мориц Вагнер           | ТФ      | Германия             | Лос-Анджелес Лейкерс (из Кливленда через Портленд и Кливленд)                | Мичиган (3-й курс)                      |
| 1     | 26  | Лэндри Шэмет           | РЗ      | США                  | Филадельфия 76                                                               | Уичита Стэйт (2-й курс)                 |
| 1     | 27  | Роберт Уильямс         | Ц       | США                  | Бостон Селтикс                                                               | Техас A&M (2-й курс)                    |
| 1     | 28  | Джейкоб Эванс          | АЗ      | США                  | Голден Стэйт Уорриорз                                                        | Цинциннати (3-й курс)                   |
| 1     | 29  | Джанан Муса            | ЛФ      | Босния и Герцеговина | Бруклин Нетс (из Торонто)                                                    | Цедевита (Хорватия)                     |
| 1     | 30  | Омари Спеллман         | ТФ      | США                  | Атланта Хокс (из Хьюстона через Клипперс)                                    | Вилланова (1-й курс)                    |
| 2     | 31  | Эли Окобо              | РЗ      | Франция              | Финикс Санз                                                                  | По-Ортез (Франция)                      |
| 2     | 32  | Джевон Картер          | РЗ      | США                  | Мемфис Гриззлис                                                              | Уэст Вирджиния (4-й курс)               |
| 2     | 33  | Джейлен Брансон        | РЗ      | США                  | Даллас Маверикс                                                              | Вилланова (3-й курс)                    |
| 2     | 34  | Девонте Грэм           | РЗ      | США                  | Атланта Хокс (обменян в Шарлотт)                                             | Канзас (4-й курс)                       |
| 2     | 35  | Мелвин Фрейзер         | ЛФ      | США                  | Орландо Мэджик                                                               | Тулейн (3-й курс)                       |
| 2     | 36  | Митчелл Робинсон       | Ц       | США                  | Нью-Йорк Никс (из Чикаго через Оклахома-Сити)                                | Школа Шалметт (Шалметт, Луизиана)       |
| 2     | 37  | Гэри Трент, мл.        | АЗ      | США                  | Сакраменто Кингз (обменян в Портленд)                                        | Дьюк (1-й курс)                         |
| 2     | 38  | Хайри Томас            | АЗ      | США                  | Филадельфия 76 (из Бруклина, обменян в Детройт)                              | Крейтон (3-й курс)                      |
| 2     | 39  | Исаак Бонга            | РЗ      | Германия             | Филадельфия 76 (из Нью-Йорка, обменян в Лейкерс)                             | Скайлайнерс (Германия)                  |
| 2     | 40  | Родионс Куруц          | ЛФ      | Латвия               | Бруклин Нетс (из Лейкерс через Орландо и Торонто)                            | Барселона (Испания)                     |
| 2     | 41  | Джарред Вандербилт     | ЛФ      | США                  | Орландо Мэджик (из Шарлотт через Мемфис и Финикс, обменян в Денвер)          | Кентукки (1-й курс)                     |
| 2     | 42  | Брюс Браун             | АЗ      | США                  | Детройт Пистонс                                                              | Майами (2-й курс)                       |
| 2     | 43  | Джастин Джексон        | ЛФ      | Канада               | Денвер Наггетс (из Клипперс через Филадельфию и Нью-Йорк, обменян в Орландо) | Мэриленд (2-й курс)                     |
| 2     | 44  | Иссуф Санон            | РЗ      | Украина              | Вашингтон Уизардс                                                            | Олимпия (Словения)                      |
| 2     | 45  | Хамиду Диалло          | АЗ      | США                  | Бруклин Нетс (из Милуоки)                                                    | Кентукки (1-й курс)                     |
| 2     | 46  | Де’Энтони Мелтон       | АЗ      | США                  | Хьюстон Рокетс (из Майами через Мемфис)                                      | Южная Калифорния (2-й курс)             |
| 2     | 47  | Святослав Михайлюк     | АЗ      | Украина              | Лос-Анджелес Лейкерс (из Денвера через Юту и Чикаго)                         | Канзас (4-й курс)                       |
| 2     | 48  | Кейта Бэйтс-Диоп       | ЛФ      | США                  | Миннесота Тимбервулвз                                                        | Огайо Стэйт (3-й курс)                  |
| 2     | 49  | Чимези Мету            | ТФ      | США                  | Сан-Антонио Спёрс                                                            | Южная Калифорния (3-й курс)             |
| 2     | 50  | Ализе Джонсон          | ТФ      | США                  | Индиана Пэйсерс                                                              | Миссури Стэйт (4-й курс)                |
| 2     | 51  | Энтони Карр            | РЗ      | США                  | Нью-Орлеан Пеликанс (ранее из Чикаго через Нью-Орлеан, Майами и Нью-Орлеан)  | Пенн Стэйт (2-й курс)                   |
| 2     | 52  | Винсент Эдвардс        | ЛФ      | США                  | Юта Джаз (обменян в Хьюстон)                                                 | Пердью (4-й курс)                       |
| 2     | 53  | Девон Холл             | АЗ      | США                  | Оклахома-Сити Тандер                                                         | Виргиния (4-й курс)                     |
| 2     | 54  | Шейк Милтон            | РЗ      | США                  | Даллас Маверикс (из Портленда через Денвер, обменян в Филадельфию)           | ЮМУ (3-й курс)                          |
| 2     | 55  | Арнольдас Кульбока     | ЛФ      | Литва                | Шарлотт Хорнетс (из Кливленда через Бруклин и Филадельфию)                   | Орландина (Италия)                      |
| 2     | 56  | Рэй Сполдинг           | ТФ      | США                  | Филадельфия 76 (обменян в Даллас)                                            | Луисвилл (3-й курс)                     |
| 2     | 57  | Кевин Херви            | ЛФ      | США                  | Оклахома-Сити Тандер (из Бостона)                                            | Техас-Арлингтон (4-й курс)              |
| 2     | 58  | Томас Уэлш             | Ц       | США                  | Денвер Наггетс (из Голден Стэйт)                                             | УКЛА (4-й курс)                         |
| 2     | 59  | Джордж Кинг            | ЛФ      | США                  | Финикс Санз (из Торонто)                                                     | Колорадо (4-й курс)                     |
| 2     | 60  | Костас Адетокунбо      | ЛФ      | Греция               | Филадельфия 76 (из Хьюстона, обменян в Даллас)                               | Дейтон (1-й курс)                       |

## Сделки с участием драфт пиков

### Сделки до драфта
1. 1 2  12 июля 2013: из «Бруклин Нетс» в «Бостон Селтикс»[5]
  - «Бостон» приобрёл Джеральда Уоллеса, Криса Хамфриса, Кита Боганса, Маршона Брукса, Криса Джозефа, выбор в первом раунде в 2014 и 2016 годах, возможность обменять выбор первого раунда 2017 и 2018 годов.
  - «Бруклин» приобрёл Пола Пирса, Кевина Гарнетта, Джейсона Терри и Ди-Джея Уайта, а также выбор «Бостона» во втором раунде за компенсацию после окончания сезона 2015/16.

30 августа 2017: из «Бостон Селтикс» в «Кливленд Кавальерс»[6][7]
  - «Кливленд» приобрёл Айзею Томаса, Джея Краудера, Анте Жижича, выбор «Бруклина» в первом раунде 2018 года и выбор «Майами» во втором раунде 2020 года (последний выбор добавлен в качестве компенсации за неудовлетворительное физическое состояние Томаса).
  - «Бостон» приобрёл Кайри Ирвинга.
2. 1 2  7 июля 2012: из «Лос-Анджелес Лейкерс» в «Финикс Санз»[8]
  - «Финикс» приобрёл выбор в первом раунде 2013 года, во втором раунде 2013 и 2014 годов, и незащищённый выбор в первом раунде 2018 года.
  - «Лейкерс» приобрёл Стива Нэша.

19 февраля 2015: из «Финикс Санз» в «Филадельфия 76» (трёхсторонняя сделка с участием «Милуоки Бакс»)[9]
  - «Филадельфия» получила от «Финикса» выбор «Лейкерс» в первом раунде 2018 года.
  - «Финикс» получил от «Милуоки» Брэндона Найта и Кендалла Маршалла .
  - «Милуоки» получил от «Филадельфии» Майкла Картер-Уильямса и от «Финикса» - Майлса Пламли и Тайлера Энниса.
3. 1 2  29 января 2018: из «Детройт Пистонс» в «Лос-Анджелес Клипперс»[12]
  - «Клипперс» приобрёл Эйвери Брэдли, Тобиаса Харриса, Бобана Марьяновича и топ-4 защищённый выбор в первом раунде 2018 года.
  - «Детройт» приобрёл Блэйка Гриффина, Брайса Джонсона и Уилли Рида.
4. ↑  19 февраля 2015: из «Майами Хит» в «Финикс Санз» (трёхсторонняя сделка с участием «Нью-Орлеан Пеликанс»)[13]
  - «Финикс» получил Джона Сэлмонса от «Нью-Орлеан», Дэнни Грэнджера, топ-7 защищённый выбор в первом раунде 2018 года, незащищённый выбор в первом раунде 2021 года и исключение торгуемого игрока от «Майами».
  - «Майами» получил Горана Драгича и Зорана Драгича от «Финикса».
  - «Нью-Орлеан» получил Норриса Коула, Шоуни Уильямса, Джастина Хэмилтона и денежную компенсацию от «Майами».
5. ↑  10 февраля 2015: из «Миннесота Тимбервулвз» в «Атланта Хокс»[14]
  - «Атланта» приобрела защищённую лотерею в первом раунде 2018 года.
  - «Миннесота» приобрела Адрейана Пэйна.
6. ↑  19 февраля 2015: из «Оклахома-Сити Тандер» в «Юта Джаз» (трёхсторонняя сделка с участием «Детройт Пистонс»)[15]
  - «Юта» получила от «Детройта» выбор во втором раунде 2017 года, от «Оклахома-Сити» - Кендрика Перкинса, Гранта Джерретта, права на драфт Тибора Плайсса и защищённую лотерею «Оклахома-Сити» в первом раунде 2018 года.
  - «Оклахома-Сити» получила от «Юты» Энеса Кантера и Стива Новака, от «Детройта» - Ди-Джея Августина, Кайла Синглера и выбор во втором раунде 2019 года.
  - «Детройт» получил от «Оклахома-Сити» Реджи Джексона.

30 июня 2017: из «Юта Джаз» в «Миннесота Тимбервулвз»[16]
  - «Миннесота» приобрела защищённую лотерею «Оклахома-Сити» в первом раунде 2018 года.
  - «Юта» приобрела Рики Рубио.
7. 1 2  1 февраля 2018: из «Нью-Орлеан Пеликанс» в «Чикаго Буллз»[17]
  - «Чикаго» приобрёл Тони Аллена, Джамира Нельсона, Омера Ашика, топ-5 защищённый выбор в первом раунде 2018 года и права на обмен выборы второго раунда 2021 года.
  - «Нью-Орлеан» приобрёл Николу Миротича и вернули свой выборы во втором раунде 2018 года.
8. ↑  18 февраля 2016: из «Кливленд Кавальерс» в «Портленд Трэйл Блэйзерс»[18]
  - «Портленд» приобрёл Андерсона Варежао и защищённый выбор в первом раунде 2018 года.
  - «Кливленд» приобрёл выбор во втором раунде 2020 года.

6 января 2017: из «Кливленд Кавальерс» в «Портленд Трэйл Блэйзерс»[19]
  - «Кливленд» приобрёл собственный защищённый выбор в первом раунде 2018 года (защита удалена).
  - «Портленд» приобрёл выбор в первом раунде 2017 года.

8 февраля 2018: из «Кливленд Кавальерс» в «Лос-Анджелес Лейкерс»[20]
  - «Лейкерс» приобрёл Айзею Томаса, Ченнинга Фрая и топ-3 защищённый выбор в первом раунде 2018 года.
  - «Кливленд» приобрёл Джордана Кларксона и Ларри Нэнса, мл.
9. 1 2  13 июль 2017: из «Торонто Рэпторс» в «Бруклин Нетс»[21]
  - «Бруклин» приобрёл ДеМарре Кэрролла, защищённую лотерею в первом раунде 2018 года и худший выбор во втором раунде 2018 года между «Орландо» и «Лейкерс».
  - «Торонто» приобрёл Джастина Хэмилтона.
10. ↑  28 июня 2017: из «Хьюстон Рокетс» в «Лос-Анджелес Клипперс»[22]
  - «Клипперс» приобрёл Патрика Беверли, Сэма Деккера, Монтрезла Харрелла, Даррана Хиллиарда, ДеАндре Лиггинса, Лу Уильямса, Кайла Уилтжера и топ-3 защищённый выбор в первом раунде 2018 года.
  - «Хьюстон» приобрёл Криса Пола.

7 июля 2017: из «Лос-Анджелес Клипперс» в «Атланта Хокс» (трёхсторонняя сделка с участием «Денвер Наггетс»)[23]
  - «Атланта» получила от «Клипперс» Джамала Кроуфорда, Даймонда Стоуна, топ-3 защищённый выбор «Хьюстона» в первом раунде 2018 года и денежную компенсацию.
  - «Клипперс» получил от «Денвера» Данило Галлинари.
  - «Денвер» получил от «Атланты» выбор «Вашингтона» во втором раунде 2019 года.
11. ↑  23 февраля 2017: из «Чикаго Буллз» в «Оклахома-Сити Тандер»[24]
  - «Оклахома-Сити» приобрела Таджа Гибсона, Дуга МакДермотта и выбор во втором раунде 2018 года.
  - «Чикаго» приобрёл Жоффре Ловерня, Энтони Морроу и Кэмерона Пэйна.

25 сентябрь 2017: из «Оклахома-Сити Тандер» в «Нью-Йорк Никс»[25]
  - «Нью-Йорк» приобрёл Энеса Кантера, Дуга МакДермотта и выбор «Чикаго» во втором раунде 2018 года.
  - «Оклахома-Сити» приобрела Кармело Энтони.
12. 1 2  11 декабря 2014: из «Бруклин Нетс» в «Филадельфия 76»[27]
  - «Филадельфия» приобрела Андрея Кириленко, Хорхе Гутьерреса, право обменять выбор во втором раунде 2018 года между «Кливлендом» и «Бруклином», выбор во втором раунде 2020 года и денежную компенсацию.
  - «Бруклин» приобрёл Брэндона Дэвиса и выбор «Кливленда» во втором раунде 2018 года.
13. 1 2  27 октября 2014: из «Нью-Йорк Никс» в «Филадельфия 76»[29]
  - «Филадельфия» приобрела Трэвиса Аутло, право обменять выбор во втором раунде 2018 года между «Нью-Йорком» и «Клипперс», и выбор во втором раунде 2019 года.
  - «Нью-Йорк» приобрёл Арнетта Моултри.
14. ↑  20 июня 2018: из «Филадельфия 76» в «Лос-Анджелес Лейкерс»[30]
  - «Лейкерс» приобрёл второй раунд-пик «Нью-Йорка».
  - «Филадельфия» получила от «Лейкерс» второй раунд-пик «Чикаго» 2019 года и денежную компенсацию.
15. ↑  10 августа 2012: из «Лос-Анджелес Лейкерс» в «Орландо Мэджик» (четырёхсторонняя сделка с участием «Денвер Наггетс» и «Филадельфия 76»)[31]
  - «Орландо» получил от «Денвера» Аррона Аффлало, Эла Харрингтона, выбор во втором раунде 2013 года, худший выбор «Денвера» и «Нью-Йорка» в первом раунде 2014 года; от «Филадельфии» - Николу Вучевича, Мориса Харклесса и условный выбор в первом раунде, который был передан «Сакраменто» в 2017 году; от «Лейкерс» - Джоша МакРобертса, Кристиана Айенгу, защищённый выбор во втором раунде 2015 года и защищённый выбор в первом раунде 2017 года (конвертированный «Лейкерс» в выбор во втором раунде 2017 и 2018 годов).
  - «Лейкерс» получил от «Орландо» Дуайта Ховарда, Эрла Кларка и Криса Дюхона.
  - «Филадельфия» получила от «Орландо» Джейсона Ричардсона, от «Лейкерс» - Эндрю Байнама.
  - «Денвер» получил от «Филадельфии» Андре Игудалу.

25 май 2017: из «Орландо Мэджик» в «Торонто Рэпторс»[32]
  - «Торонто» приобрёл худший выбор во втором раунде 2018 года между «Орландо» и «Лейкерс».
  - «Орландо» приобрёл контракт генерального менеджера «Торонто», Джеффа Уэлтмана, которого «Мэджик» сразу же подписали на пост президента по баскетбольным операциям.
16. 1 2  16 февраля 2016: из «Шарлотт Хорнетс» в «Мемфис Гриззлис» (трёхсторонняя сделка с участием «Майами Хит»)[33]
  - «Мемфис» получил от «Шарлотт» Пи-Джея Хэйрстона, выбор во втором раунде 2018 года и выбор «Бруклина» во втором раунде 2019 года; от «Майами» - Криса Андерсена, выбор во втором раунде 2018 года и топ-55 защищённый выбор второго раунда 2019 года.
  - «Шарлотт» получил от «Мемфиса» Кортни Ли и денежную компенсацию.
  - «Майами» получил от «Шарлотт» Брайана Робертса.
17. ↑  22 сентябрь 2017: из «Мемфис Гриззлис» в «Финикс Санз»[34]
  - «Финикс» приобрёл Троя Дэниелса и средний выбор второго раунда 2018 года между «Шарлотт», «Мемфисом» и «Майами».
  - «Мемфис» приобрёл топ-55 защищённый выбор «Финикса» во втором раунде 2018 года (который не может быть передан).

8 февраля 2018: из «Финикс Санз» в «Орландо Мэджик»[35]
  - «Орландо» приобрёл средний выбор второго раунда 2018 года между «Шарлотт», «Мемфисом» и «Майами».
  - «Финикс» приобрёл Элфрида Пейтона.
18. ↑  20 февраля 2014: из «Лос-Анджелес Клипперс» в «Филадельфия 76»[38]
  - «Филадельфия» приобрела Байрона Малленса и выбор во втором раунде 2018 года (который позже обменян в «Нью-Йорк»).
  - «Клипперс» приобрёл защищённый выбор во втором раунде 2014 года (который в итоге не был передан).
19. 1 2  8 февраля 2018: из «Денвер Наггетс» в «Даллас Маверикс» (трёхсторонняя сделка с участием «Нью-Йорк Никс»)[39]
  - «Даллас» получил Дуга МакДермотта и выбор «Портленда» во втором раунде 2018 года.
  - «Денвер» получил от «Далласа» Девина Харриса, от «Нью-Йорка» - выбор «Клипперс» во втором раунде 2018 года.
  - «Нью-Йорк» получил от «Денвера» Эммануэля Мудиая.
20. ↑  5 февраля 2018: из «Милуоки Бакс» в «Бруклин Нетс»[40]
  - «Бруклин» приобрёл Рашада Вона и выбор во втором раунде 2018 года.
  - «Милуоки» приобрёл Тайлера Зеллера.
21. ↑  22 июня 2017: из «Мемфис Гриззлис» в «Хьюстон Рокетс»[41]
  - «Хьюстон» приобрёл худший выбор второго раунда 2018 года между «Шарлотт», «Мемфисом» и «Майами».
  - «Мемфис» приобрёл права на драфт Диллона Брукса.
22. 1 2  10 июля 2013: из «Юта Джаз» в «Денвер Наггетс» (трёхсторонняя сделка с участием «Голден Стэйт Уорриорз»)[42]
  - «Юта» получила от «Денвера» выбор во втором раунде 2018 года, Андриса Биедриньша, Ричарда Джефферсона и Брендона Раша, от «Голден Стэйт» - выбор в первом раунде 2014 и 2017 годов, во втором раунде 2016 и 2017 годов и денежную компенсацию.
  - «Денвер» получил от «Юты» Рэнди Фоя, от «Голден Стэйт» - выбор во втором раунде 2018 года.
  - «Голден Стэйт» получил от «Денвера» Андре Игудалу через подписание и продажу, от «Юты» - Кевина Мёрфи.
23. ↑  18 февраль 2016: из «Юта Джаз» в «Чикаго Буллз» (трёхсторонняя сделка с участием «Атланта Хокс»)[43]
  - «Чикаго» получил от «Атланты» Джастина Холидея, от «Юты» - выбор во втором раунде 2018 года.
  - «Юта» получила от «Атланты» Шелвина Мэка.
  - «Атланта» получила от «Чикаго» Кёрка Хайнрика.

7 июля 2016: из «Чикаго Буллз» в «Лос-Анджелес Лейкерс»[44]
  - «Лейкерс» приобрёл Хосе-Мануэля Кальдерона, выбор «Денвера» во втором раунде 2018 года и выбор «Чикаго» во втором раунде 2019 года.
  - «Чикаго» приобрёл права на Атера Маджока.
24. ↑  18 февраль 2016: из «Нью-Орлеан Пеликанс» в «Майами Хит»[45]
  - «Майами» приобрёл топ-55 защищённый выбор во втором раунде 2018 года.
  - «Нью-Орлеан» приобрёл Джарнелла Стоукса и денежную компенсацию.

10 июля 2016: из «Майами Хит» в «Нью-Орлеан Пеликанс»[46]
  - «Нью-Орлеан» вновь приобрёл собственный выбор во втором раунде 2018 года (защита была удалена).
  - «Майами» приобрёл Люка Бэббитта.

1 сентября 2017: из «Нью-Орлеан Пеликанс» в «Чикаго Буллз»[47]
  - «Чикаго» приобрёл Куинси Пондекстера, выбор во втором раунде 2018 года и денежную компенсацию.
  - «Нью-Орлеан» приобрёл права на Атера Маджока.
25. ↑  12 февраль 2017: из «Портленд Трэйл Блэйзерс» в «Денвер Наггетс»[49]
  - «Денвер» приобрёл Мэйсона Пламли, наименее благоприятный выбор во втором раунде 2018 года между «Портлендом» и «Сакраменто» и денежную компенсацию.
  - «Портленд» приобрёл Юсуфа Нуркича и выбор «Мемфиса» в первом раунде.
26. ↑  27 сентября 2014: из «Кливленд Кавальерс» в «Филадельфия 76»[51]
  - «Филадельфия» приобрела Кита Боганса и выбор во втором раунде 2018 года.
  - «Кливленд» приобрёл условный выбор во втором раунде 2015 года (который в итоге не был передан).
27. ↑  25 июня 2015: из «Бруклин Нетс» в «Шарлотт Хорнетс»[52]
  - «Шарлотт» приобрёл наименее ценный выбор во втором раунде 2018 года между «Бруклином» и «Кливлендом», выбор во втором раунде 2019 года и денежную компенсацию.
  - «Бруклин» приобрёл права на Хуана-Пабло Воле.
28. ↑  14 июля 2015: из «Бостон Селтикс» в «Оклахома-Сити Тандер»[53]
  - «Оклахома-Сити» приобрела топ-55 защищённый выбор во втором раунде 2018 года.
  - «Бостон» приобрёл Перри Джонса, выбор во втором раунде 2019 года и денежную компенсацию.
29. ↑  23 февраля 2017: из «Торонто Рэпторс» в «Финикс Санз»[54]
  - «Финикс» приобрёл Джареда Саллинджера, выбор во втором раунде 2017 и 2018 годов.
  - «Торонто» приобрёл Пи-Джея Такера.
30. ↑  28 июнь 2017: из «Хьюстон Рокетс» в «Филадельфия 76»[22]
  - «Филадельфия» приобрела выбор во втором раунде 2018 года и денежную компенсацию.
  - «Хьюстон» приобрёл Шона Лонга.

### Сделки во время драфта
1. 1 2  21 июня 2018: из «Атланта Хокс» в «Даллас Маверикс»[4]

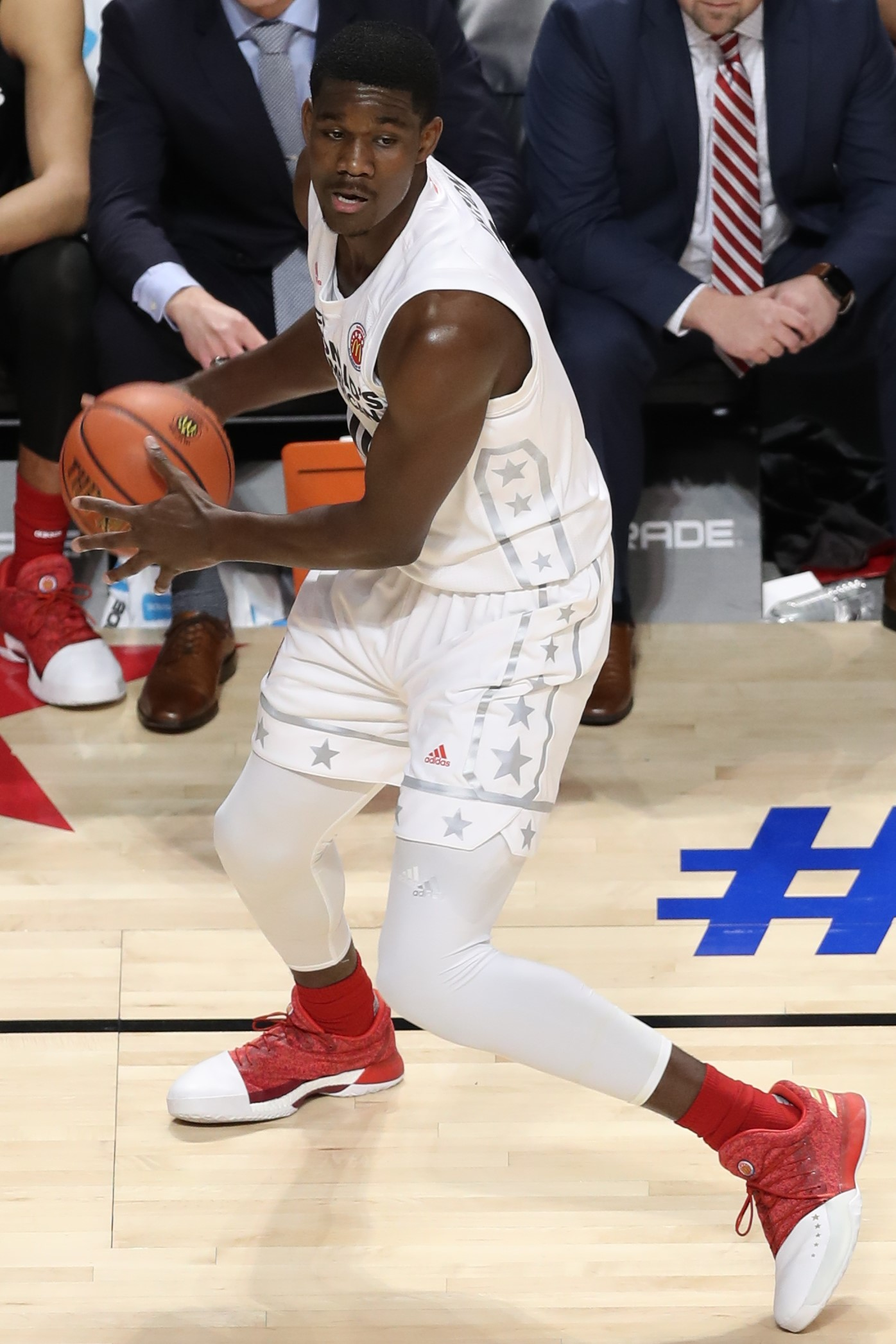
Деандре Эйтон был выбран под 1-м номером «Финикс Санз».

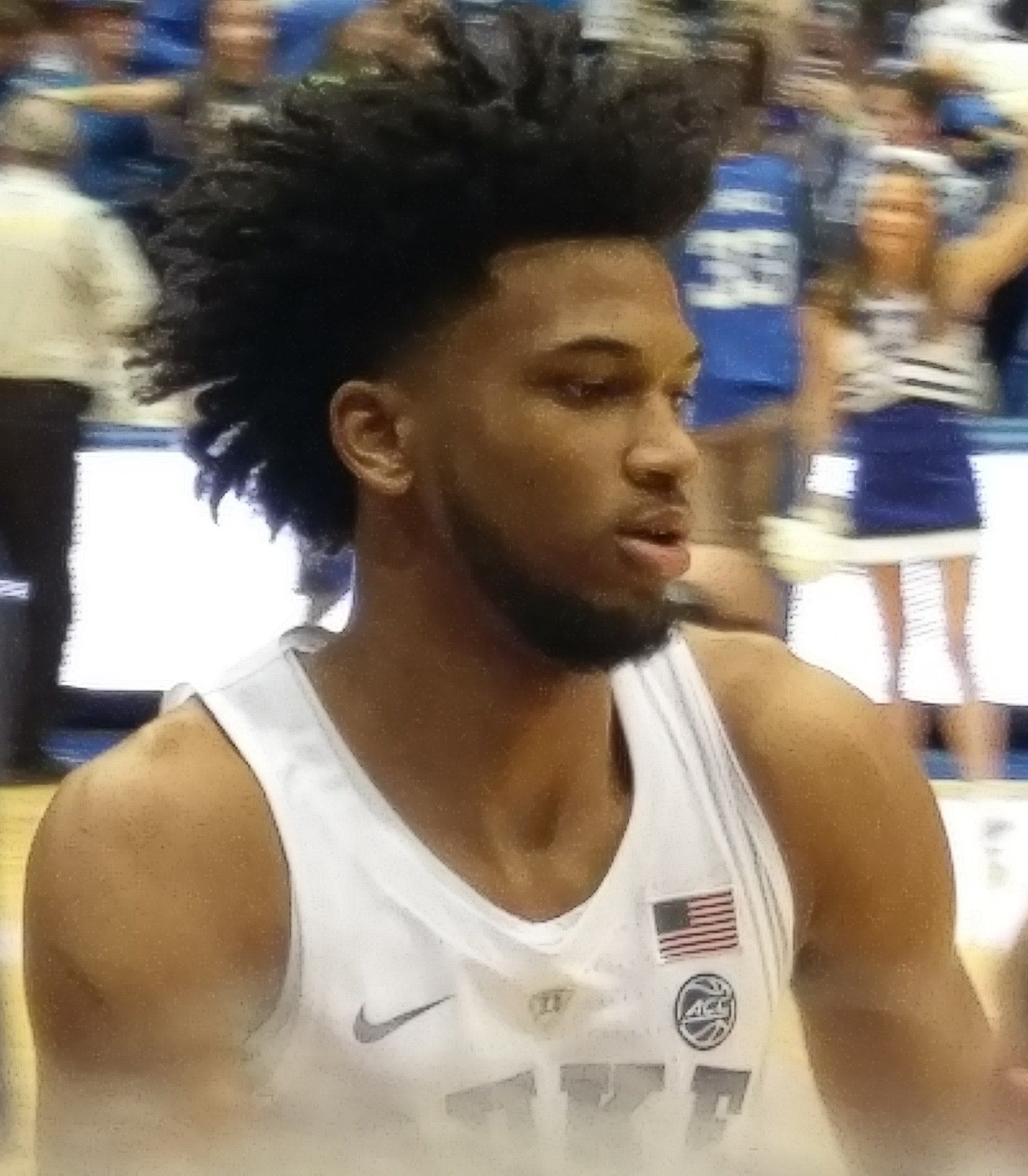
Марвин Багли III был выбран под 2-м номером «Сакраменто Кингз».

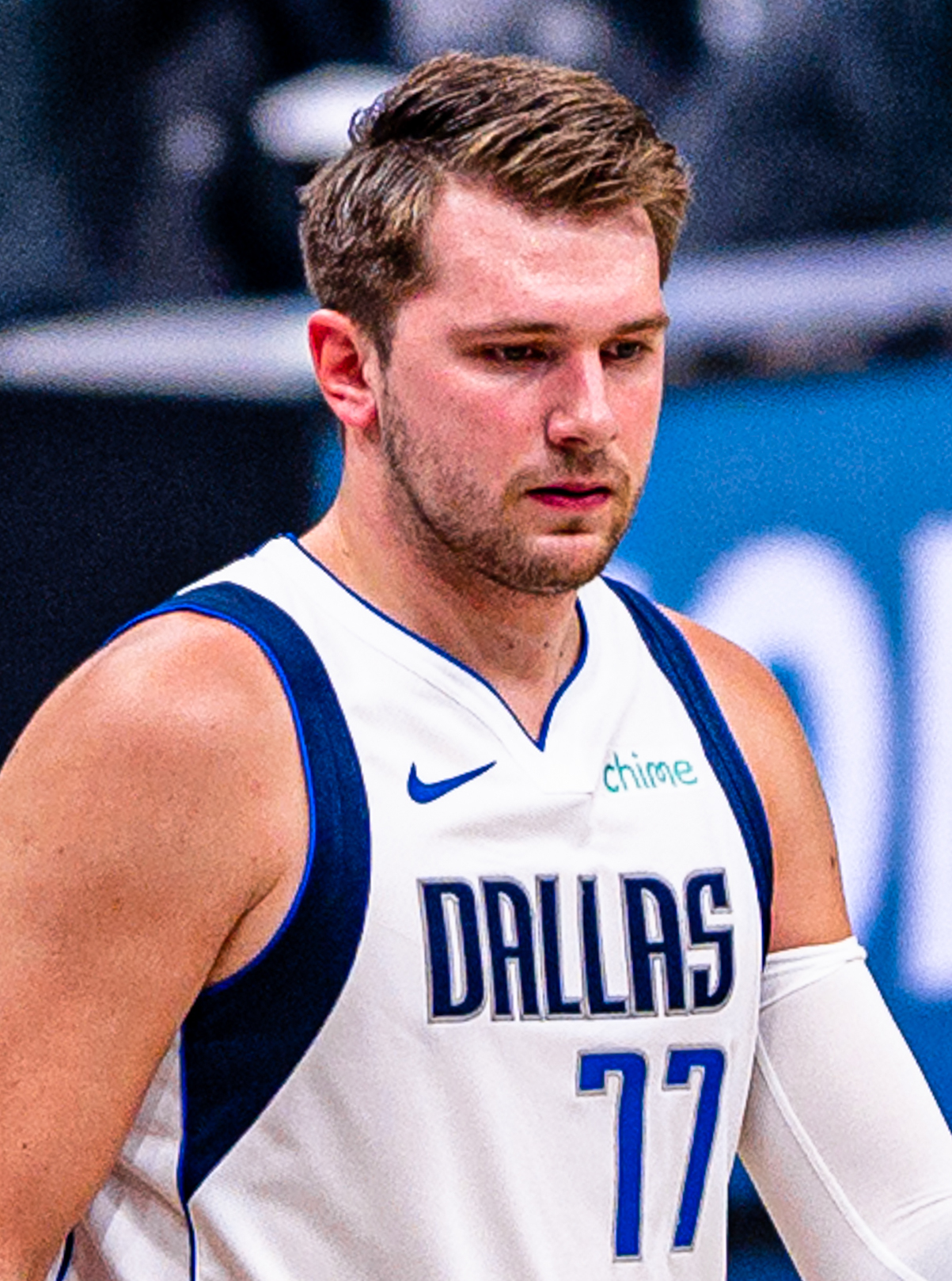
Лука Дончич был выбран под 3-м номером «Атланта Хокс» и обменян в «Даллас Маверикс».

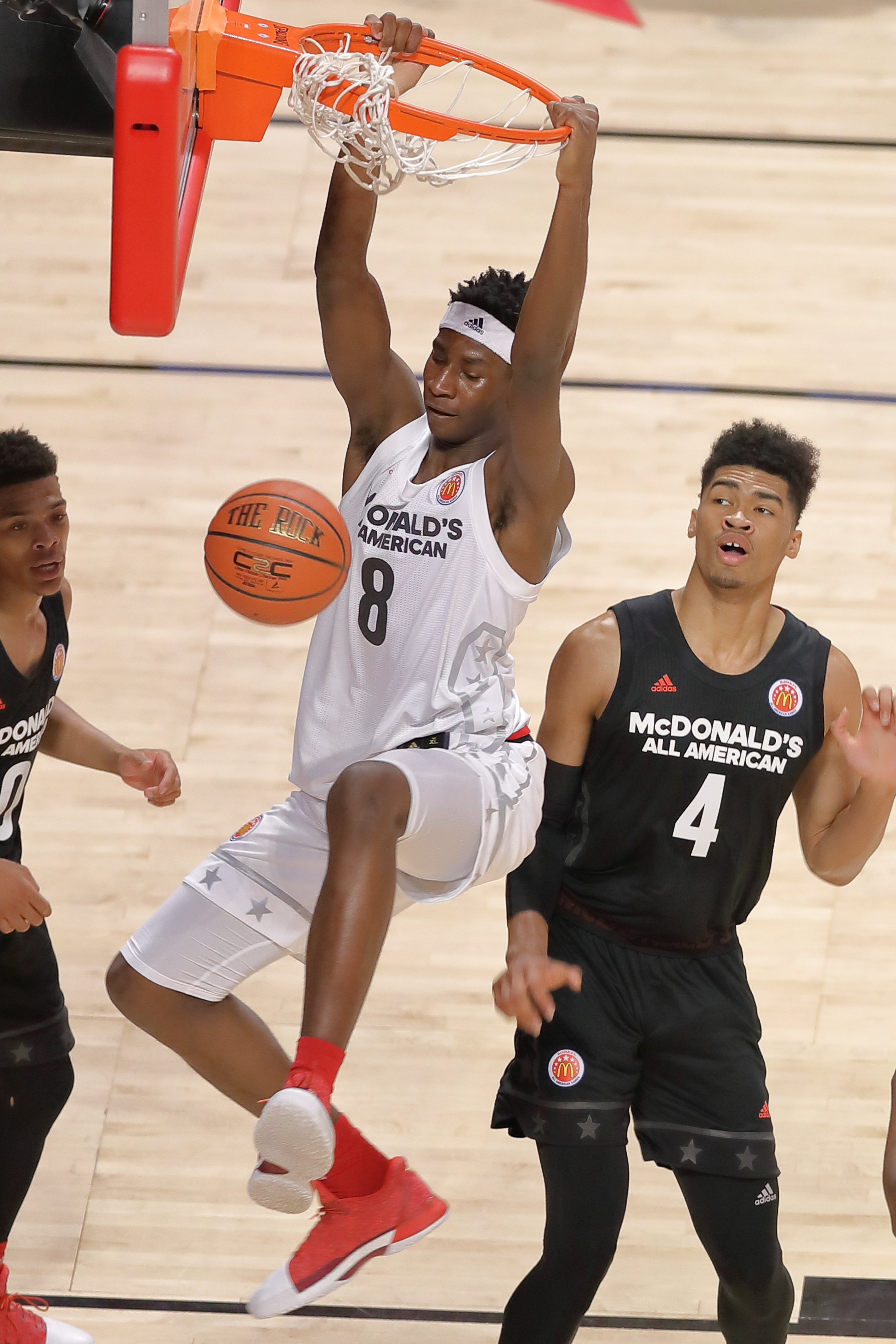
Джарен Джексон, мл. (в белом) был выбран под 4-м номером «Мемфис Гриззлис».

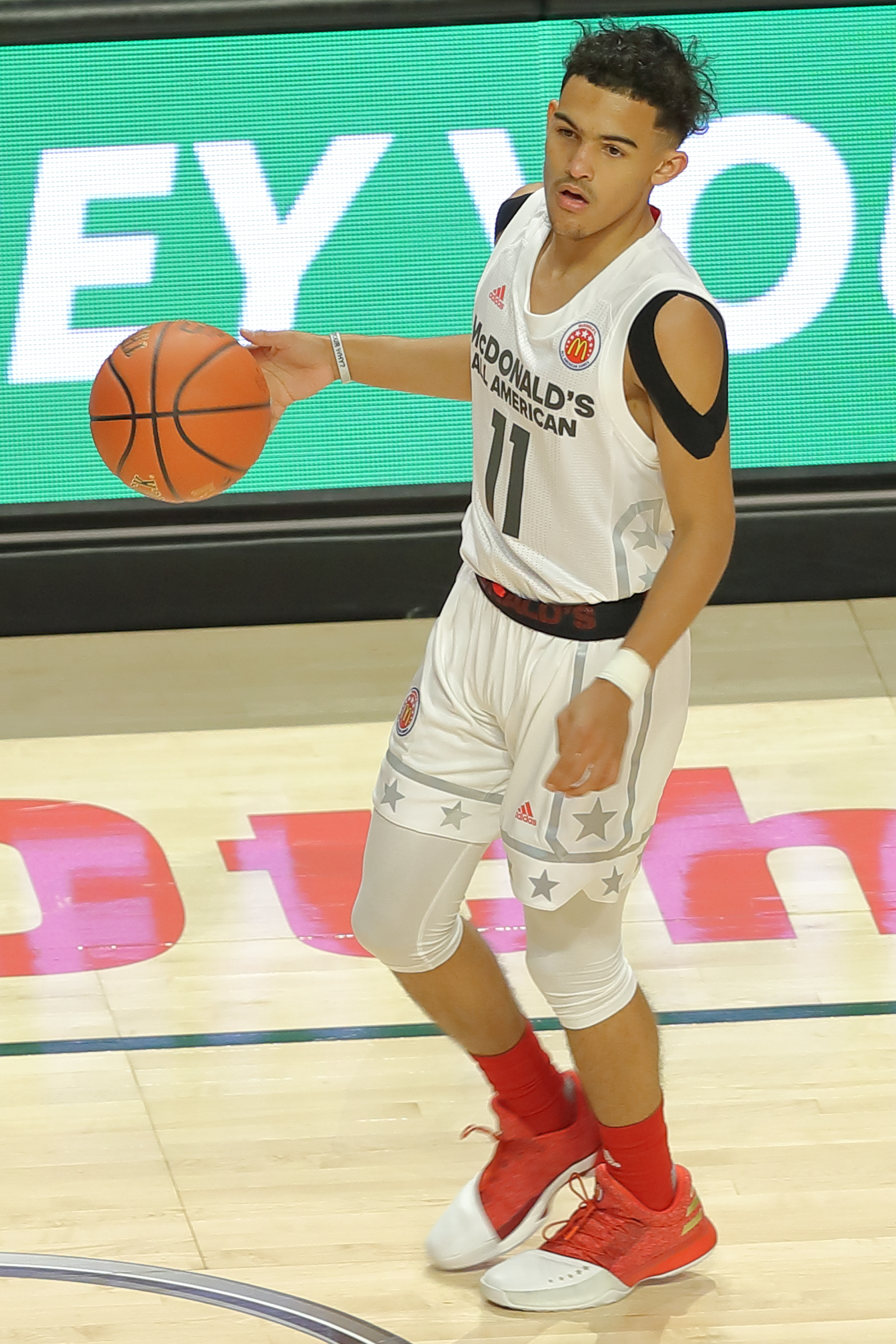
Трей Янг был выбран под 5-м номером «Даллас Маверикс» и обменян в «Атланта Хокс».

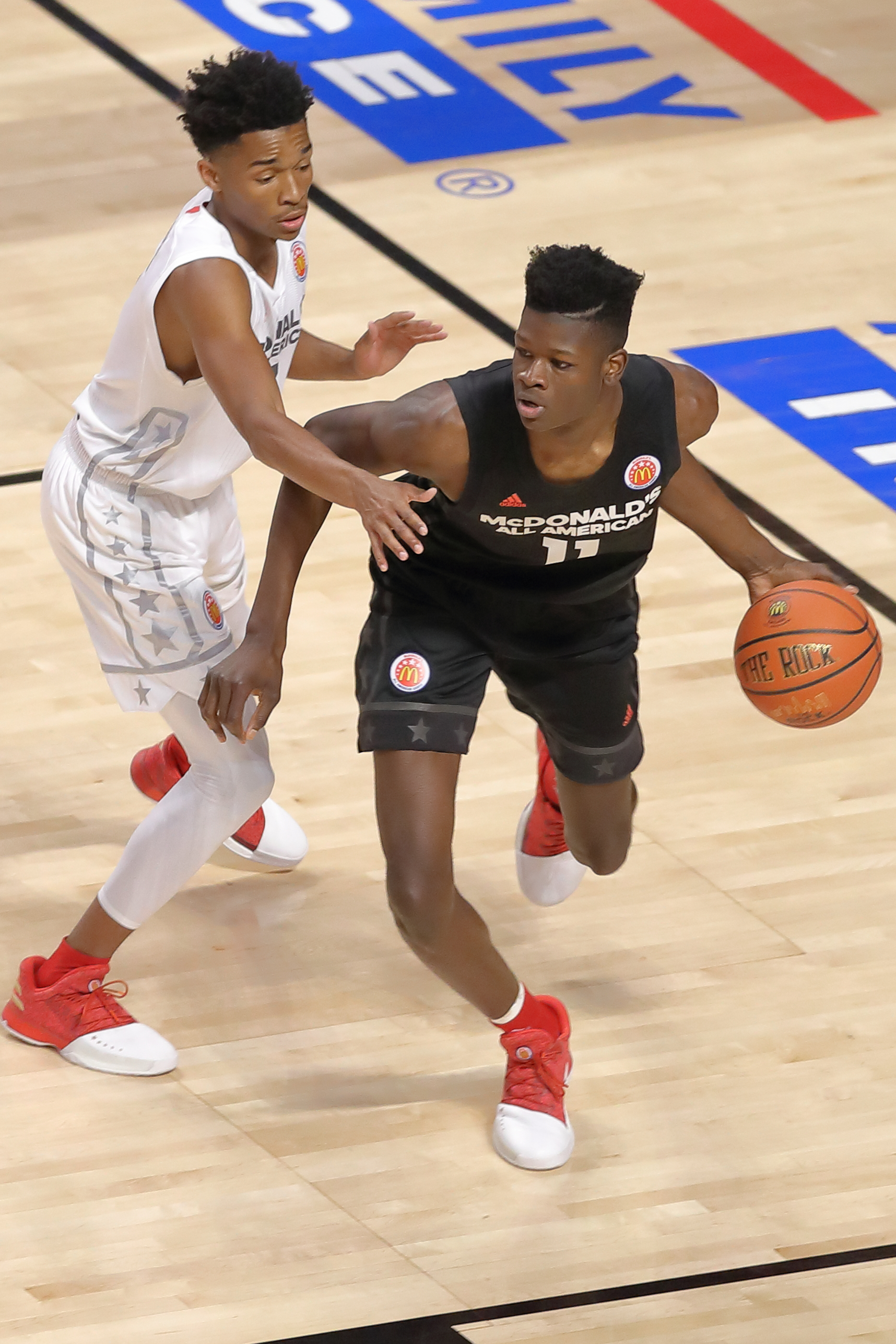
Мохамед Бамба (справа) был выбран под 6-м номером «Орландо Мэджик».

  - «Даллас» приобрёл первый раунд-пик «Атланты» (№3 - Лука Дончич).
  - «Атланта» приобрела первый раунд-пик «Далласа» (№5 - Трей Янг) и защищённый выбор в первом раунде 2019 года.
2. ↑  
21 июня 2018: из «Филадельфия 76» в «Финикс Санз»[10]
  - «Финикс» приобрёл первый раунд-пик «Филадельфии» (№10 - Микал Бриджес).
  - «Филадельфия» приобрёл первый раунд-пик «Финикса» (№16 - Заир Смит) и выбор «Майами» в первом раунде 2021 года.
3. 1 2  
21 июнь 2018: из «Шарлотт Хорнетс» в «Лос-Анджелес Клипперс»[11]
  - «Клипперс» приобрёл первый раунд-пик «Шарлотт» (№11 - Шей Гилджес-Александер).
  - «Шарлотт» приобрёл первый раунд-пик «Клипперс» (№12 - Майлз Бриджес) и два будущих выбора во втором раунде.
4. ↑  
21 июня 2018: из «Атланта Хокс» в «Шарлотт Хорнетс»[11]
  - «Шарлотт» приобрёл второй раунд-пик «Атланты».
  - «Атланта» приобрела выбор «Шарлотт» во втором раунде 2019 и 2023 годов.
5. ↑  21 июня 2018: из «Сакраменто Кингз» в «Портленд Трэйл Блэйзерс»[26]
  - «Портленд» приобрёл второй раунд-пик «Сакраменто».
  - «Сакраменто» приобрёл два будущих выбора во втором раунде и денежную компенсацию.
6. ↑  21 июня 2018: из «Филадельфия 76» в «Детройт Пистонс»[28]
  - «Детройт» приобрёл второй раунд-пик «Филадельфии».
  - «Филадельфия» приобрела два будущих выбора во втором раунде.
7. ↑  21 июня 2018: из «Орландо Мэджик» в «Денвер Наггетс»[36][37]
  - «Денвер» приобрёл второй раунд-пик «Орландо» (№41 - Джарред Вандербилт).
  - «Орландо» приобрёл приобрёл второй раунд-пик «Денвера» (№43 - Джастин Джексон) и будущий выбор во втором раунде.
8. ↑  21 июня 2018: из «Юта Джаз» в «Хьюстон Рокетс»[48]
  - «Хьюстон» приобрёл второй раунд-пик «Юты».
  - «Юта» получила денежную компенсацию.
9. ↑  21 июня 2018: из «Даллас Маверикс» в «Филадельфия 76»[50]
  - «Филадельфия» приобрела выбор «Далласа» во втором раунде (№54 - Шейк Милтон).
  - «Даллас» приобрёл два выбора «Филадельфии» во втором раунде (№56 - Рэй Сполдинг и №60 - Костас Адетокунбо).

## Комментарий
1. ↑  Указывается сборная, за которую выступает игрок или его национальность. Если игрок не выступал на международном уровне, то указывается сборная, которую игрок имеет право представлять в соответствии с правилами ФИБА.